# 林謹夫
林謹夫，福建福州府闽县人，明朝政治人物。
成化十六年（1480年）福建庚子乡试舉人 。成化二十年（1484年）甲辰科進士，官至景宁縣知縣。